# Otto Steinwender

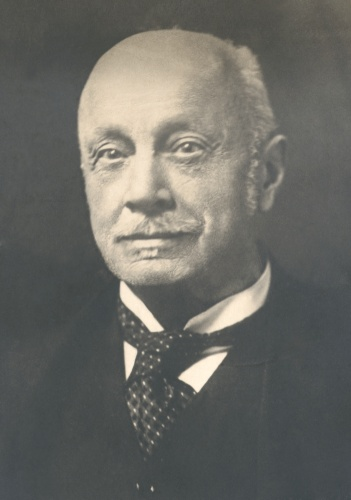
Otto Steinwender

Otto Steinwender (* 17. Februar 1847 in Klagenfurt; † 20. März 1921 in Villach) war ein österreichischer Politiker (DNP/GdP). Er war Abgeordneter zum Kärntner Landtag und zum Abgeordnetenhaus des Reichsrates, Obmann der Deutschen Nationalpartei sowie Mitglied der Provisorischen Nationalversammlung und des Bundesrates. Von 1918 bis 1919 war er zudem in der Staatsregierung Renner I Staatssekretär der Finanzen.

## Leben
Otto Steinwender war der Sohn eines Steuereinnehmers. Seine Geburt war unehelich und wurde erst durch die Heirat der Eltern drei Jahre später „legitimiert“. Nach der Volksschule besuchte er das Gymnasium in Klagenfurt, wo er Mitglied der pennalen Verbindung Caranthania Klagenfurt war. An der Universität Wien nahm er 1865 zunächst ein Jusstudium auf, wechselte nach einem Jahr aber an die Philosophische Fakultät. Während seines Studiums wurde er 1865 Mitglied der Burschenschaft Silesia Wien. Ab 1870 war er Gymnasialpräfekt am Wiener Theresianum. Er legte 1874 die Lehramtsprüfung für das Gymnasium in Latein und Griechisch ab und promovierte 1876 zum Dr. phil. Beruflich war er in der Folge als Professor für Latein, Griechisch und Deutsch am Mariahilfer Kommunal-Real- und Obergymnasium in Wien tätig. Für seine politische Tätigkeit war er ab 1885 vom Schuldienst beurlaubt, 1918 trat er in den Ruhestand.
Neben der Arbeit als Lehrer veröffentlichte er volkswirtschaftliche und politische Artikel und wirkte in verschiedenen Vereinigungen der deutschnationalen Bewegung mit. Er war 1880 einer der Gründer des Deutschen Schulvereins und gehörte 1882 zu den Mitautoren des Linzer Programms. Ab 1885 gehörte er dem Leitungsausschuss des Deutschen Vereins in Wien an, wurde 1889 dessen Obmann-Stellvertreter und von 1892 bis 1894 Obmann. Zudem war er 1889 Mitbegründer des Deutschen Schutzvereins „Südmark“ in Graz, dessen Aufsichtsrat er angehörte.
Steinwender wurde 1885 erstmals zum Mitglied des Österreichischen Abgeordnetenhauses im Reichsrat gewählt, wo er von der VII. bis X. Legislaturperiode die Kärntner Kurie der Städte 3 (Villach, Spittal u. a.) vertrat. Im Parlament gehörte er zunächst dem deutschfreiheitlichen Deutschen Klub an, von dem er 1887 die Deutschnationale Vereinigung abspaltete, deren Klubobmann er war und die sich 1891 in Deutsche Nationalpartei umbenannte. Aus dieser wiederum ging 1896 die Deutsche Volkspartei hervor. Er trennte sich damit von der Schönerer-Bewegung und konnte mit gemäßigter antisemitischer Rhetorik größere Wahlerfolge erzielen, als sein radikalerer Ideengeber mit dessen Alldeutscher Vereinigung. Das Parteiprogramm von 1896 folgte in den meisten Punkten dem deutschnationalen Linzer Programm.
Nach einem Misstrauensvotum in einer Wählerversammlung in Villach legte er im Jänner 1894 sein Mandat nieder, wurde bei der dadurch ausgelösten Ersatzwahl aber wiedergewählt. Hinsichtlich der Badenischen Sprachverordnungen von 1897, die von den meisten Deutschnationalen erbittert bekämpft wurden, nahm Steinwender eine vergleichsweise gemäßigte Haltung ein. Deshalb wurde er im Folgejahr aus seiner Partei gedrängt und blieb danach neun Jahre fraktionslos. Nach der Wahlrechtsreform 1907 war er in der XI. und XII. Legislaturperiode Abgeordneter des 10. Kärntner Wahlbezirks (Spittal, Gmünd u. a.). Nach 1907 schloss sich Steinwender der Deutschen Agrarpartei und dem Parlamentsklub Deutscher Nationalverband an, dessen Obmann-Stellvertreter er war. Von 1909 bis 1911 wirkte er als Vizepräsident des Abgeordnetenhauses. Des Weiteren gehörte er von 1890 bis 1918 dem Kärntner Landtag an.
Nach dem Ende des Krieges und Auflösung der Habsburgermonarchie gehörte Steinwender als Vertreter des Verbands der deutschnationalen Parteien vom 21. Oktober 1918 bis zum 16. Februar 1919 der Provisorischen Nationalversammlung für Deutschösterreich an. Gleichzeitig war er vom 30. Oktober 1918 bis zum 15. März 1919 Staatssekretär der Finanzen (entspricht einem Finanzminister) in der ersten Staatsregierung unter Karl Renner. In der Ersten Republik vertrat er die Großdeutsche Volkspartei vom 1. Dezember 1920 bis zu seinem Tod im Bundesrat.

## Nachwirkung
Steinwender wird in der Traditionspflege der Freiheitlichen Partei Österreichs als politischer „Ahnherr“ betrachtet, der den „Spagat“ zwischen Altliberalen und den politisch weit entfernten Deutschnationalen geschafft hatte. Damit soll eine liberale Traditionslinie der FPÖ zum Liberalismus konstruiert werden.